# 半木构造建筑

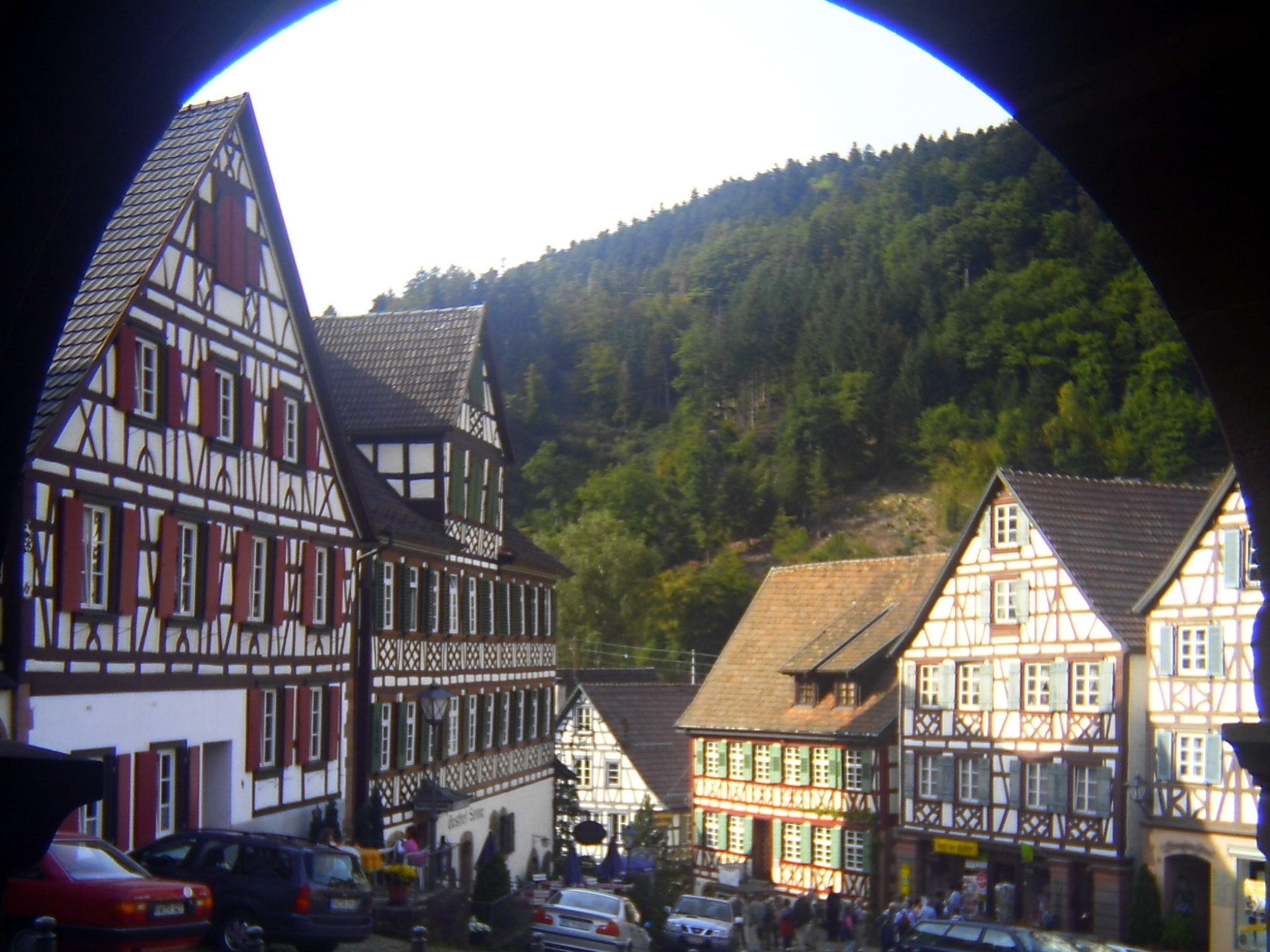
在德國黑森林中的，一個充滿外露木骨架建築的街道風景

半木构造建筑（德語：Fachwerkhaus，瑞士德語：Riegelhaus），指的是一種在中歐大量出現的平民建築名稱，以德國和瑞士的最為著名。
它是一種由純木制材料製成的房屋，並且有意的將木骨架外露出來。在外露木骨架建築中，它的“橫樑”和“豎柱”一定會形成大量三角形，利用在數學上最穩定的三角形來承受高強度的重量，還會在橫樑和豎柱之間填充黏力強勁的泥土來加固。和磚石結構的建築不同，除了比較晚期的外露木骨架建築會使用長方形的柱子以外，其他大多數此類建築均可自由使用圓形、不規則形、正方形木頭中的任意一種。該類建築的柱子和樑在一般情況下可直接連接，無需用釘子固定，因為木材上已經被斧子或鑿子開了凹槽，兩條木材之間能被這個凹槽卡住。
其起源能追溯到歐洲的中世紀，當時普遍存在“茅草脊柱房屋”和“不規則支架房屋”這兩種不同形式的房子，這兩類房子的豎柱都會深深的埋入地下以穩定地基，而不是僅僅曝露在窗台外而已。
經過時間的推移，不規則支架房屋佔據主導，融合消化了另一種結構，最終演變成現在我們所看到的外露木骨架建築，它們的設計也變得統一又有規律可循。到了19世紀，外露木骨架建築不僅是瑞士最主要的建築风格之一，並且還廣泛分佈於阿爾卑斯山以北的地區以及英國的英格蘭地區。在19世紀後半葉，因為民族主義和愛國主義的風潮興起，歐洲國家刻意推崇本國特色，瑞士、英格蘭和奧地利的外露木骨架建築和德國的外觀漸行漸遠，發展出完全不同風格的審美。20世紀初，北歐地區興起了更加簡單卻更為堅固的“低矮木肋骨框建築”，它在北歐迅速取代了本條目的外露木骨架建築，被視為外露木骨架建築在現代的一類繼承者。

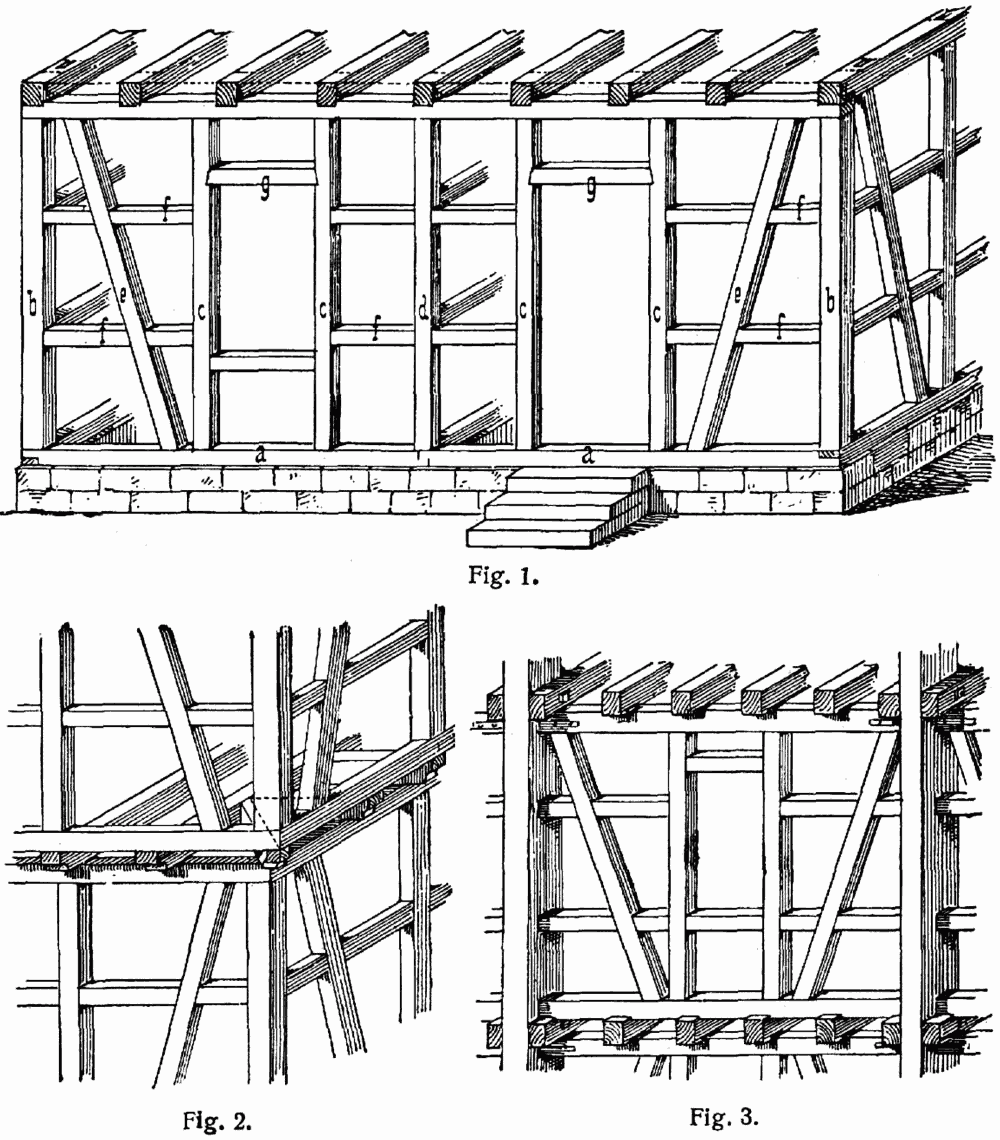
“圖1”，顯示了一個外露木骨架建築的標準內部狀況。其中“a”代表牆或預留空間；“b”代表在角落的柱子；“c”代表在窗或門旁邊的柱子；“d”中間承重能力最強的柱子；“e”代表為了穩定結構而增加的邊緣柱子； “f”代表沒有承重能力的裝飾樑柱；“g”代表門上面的樑。
“圖2”，顯示了外露木骨架建築四角中的一個，呈現“米”字形，利用多出的三角形木樑對建築整體進行支撐補強。在上一層樑和下一層樑中，有一個空間，這個空間用來放天花板的梁和地板的樑，增加隔音效果。
“圖3”，顯示了一座被20世紀工業化之後的外露木骨架建築。它最大的特點是將“承重柱子”加寬到以前的5倍以上，承重柱不用木頭，直接用鋼筋混凝土，其餘保持不變。這種結構能夠抵抗地震或者飛機轟炸，並且能向上多蓋幾十個樓層。

## 词源
在德語中，“外露木骨架（Fachwerk）”一詞最早出現在17世紀的神聖羅馬帝國文獻中，其中“Fach”來源自“Gefach”，意思是“橫樑底下形成的空間”；“-werk”的意思是“和XX相關的空間”。
在法語中，用来形容“外露木骨架”的词是“colombage”，它源自於“colombe”,（n.f），由1334年创建，词义为“门框、墙上的梁、被框架支撑的梁”。该词是更早的词汇“colonne”（在1080年被创造）的变体，而後者則来源於古典拉丁语中的“columna”，意为柱子。

## 定義及施工實例
根據1904年德國出版的《所有技術用詞詞典》， 明確定義“半木构造建筑”為“一棟由外露的、木頭製成的墻壁柱、支架柱和樑柱所構成的房子，兩根柱子之間的牆壁寬度必須在0.9米到1.5米之間。”
除了硬性定義之外，本書還提供了“建議尺寸”，例如普通柱子的推薦寬度和厚度為“13、15、20厘米”，四角的柱子推薦厚度為“20厘米”，橫樑的厚度為“10、13厘米”。如果材料短缺或者不在乎美觀，在一側的牆壁上可以完全省略掉窗台和門，將這一側豎柱和橫樑全部做統一連接，只在另一側開口。

### 規劃
最初，這類建築因為穩定、安全又方便的建造原理，人們經常隨意讓一個普通木匠造它。但是在19世紀之後，越來越多的專業建築師也開始參與製作外露木骨架建築。專業建築師會為顧客詳細訂製精美的輪廓或花邊，在工作地板上打上非常深的地基柱子，讓房子和地面不至於割裂。到了如今的21世紀，這些房子通常會丟給施工公司造，它們會用鋼筋混凝土來做地基和承重柱，並且用金屬釘子連接混凝土和其它木樑。

### 该房子的构成要素

標準的“上大下小”型外露木骨架建築，通常這個架構並不複雜。該草圖顯示了在建築的地基上有一塊石頭底座，上面有一串欄杆，可見它至少是19世紀工業化以後的產物

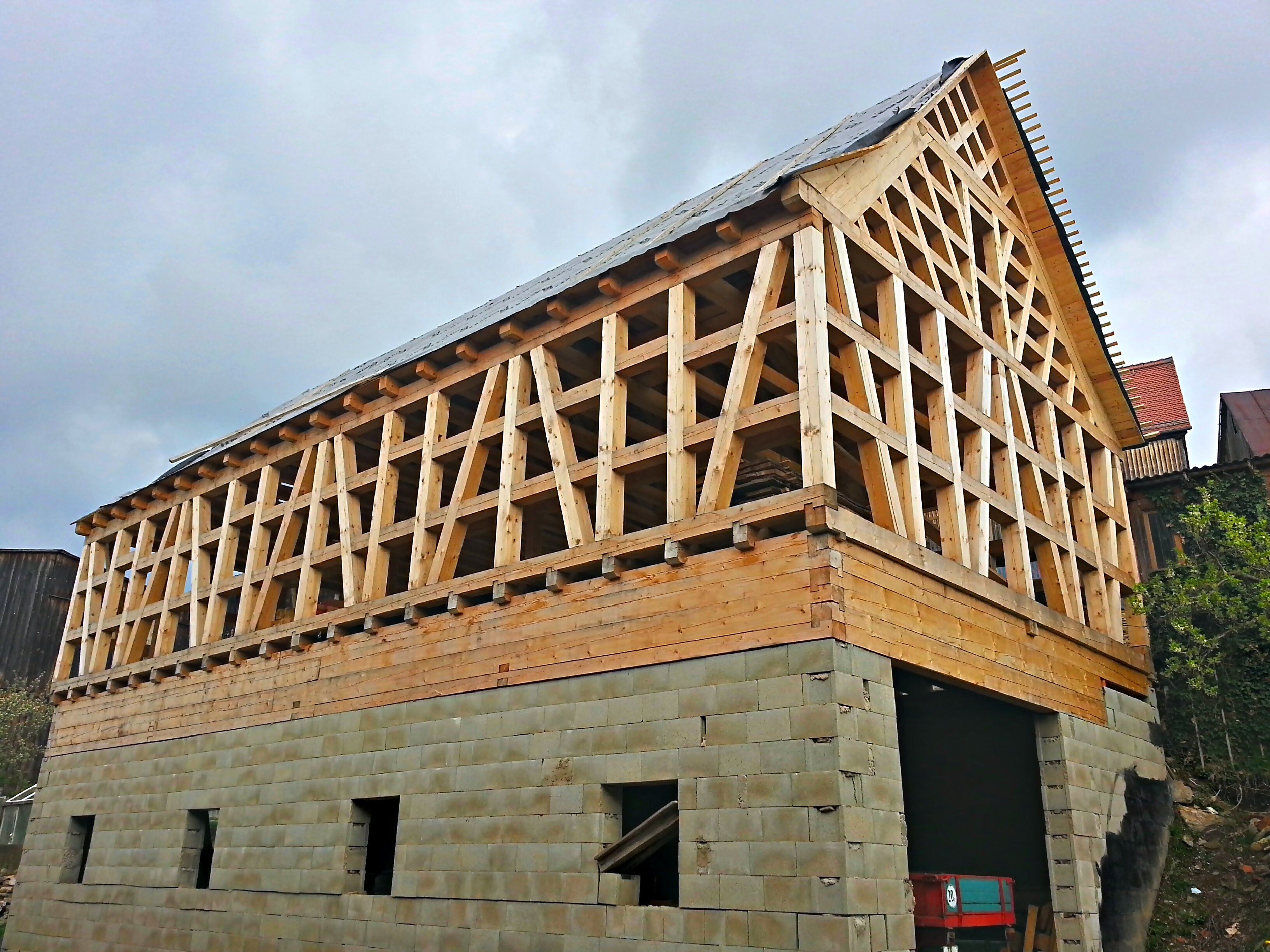
一個下半身是磚頭，上半身是外露木骨架結構的房子，它直接裸露出自己的內在結構，方便人們查看

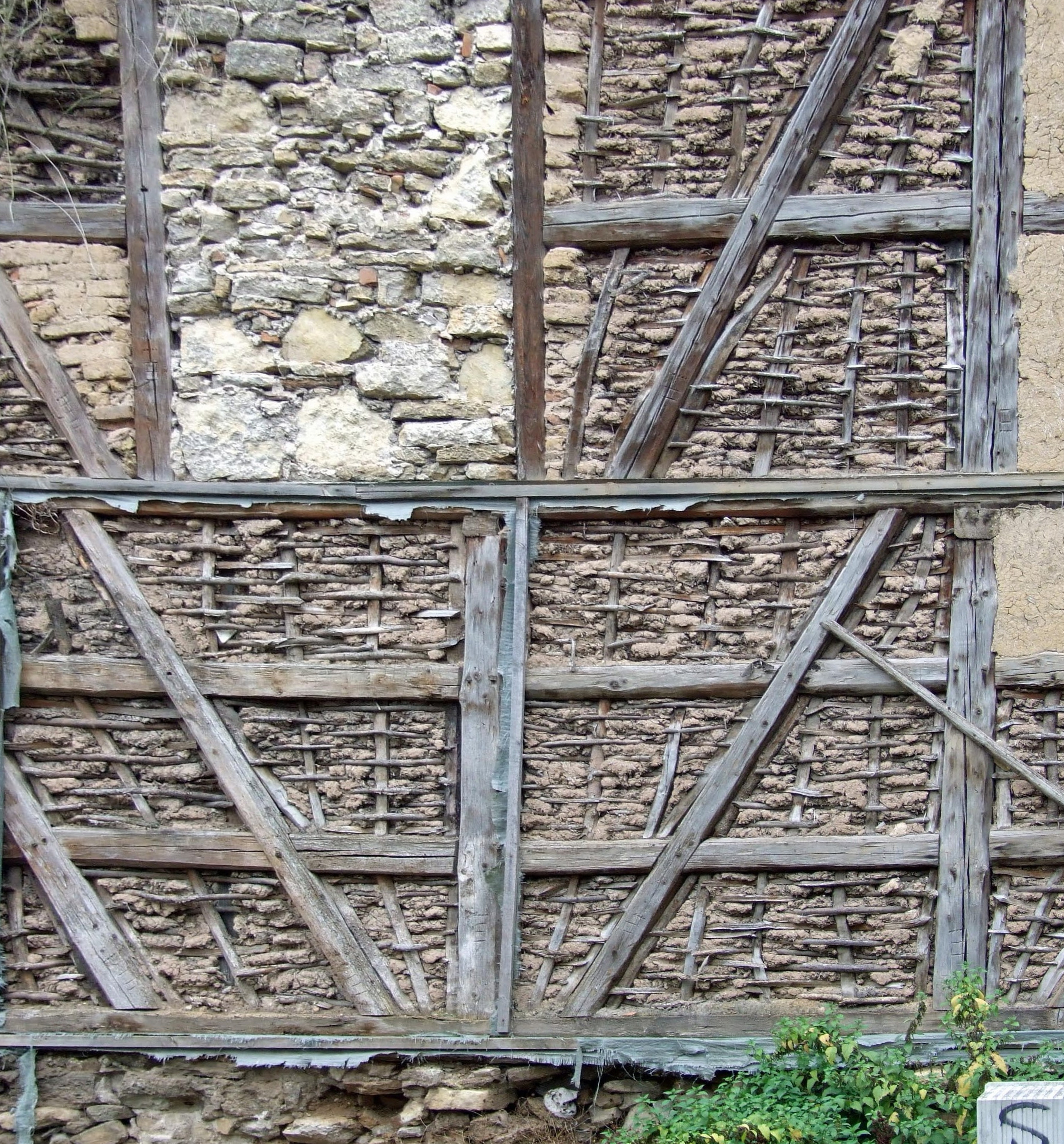
在木頭與木頭的間隔之中，用木網、碎石、黏土、灰泥等雜亂填充的墻壁，塗在外層的灰泥已經風化消失

在德文裏，並不會用“竖柱”和“横梁”等單一詞彙来称呼这些柱子，而是把每一个柱子都命名成专用名词。例如一塊筆直的木料，可根據其功能而分別稱為支撑柱（Pfosten）、细莖柱（Stiel）、斜撑樑（Stütze）、三角加固樑（Stab）以及隔断上下层樑（Ständer）。連樑柱都不算，純粹用來塑造出三角形結構的，叫三角支架（Strebe）。那些介於樑柱和三角支架之間的，難以定論它的主要用途的樑柱也有名字，例如微小密集斜柱（Schwertung）、中心鏤空柱（Schwelle）、支撐門檻樑（Rähm）、屋頂框架（Pfette）。還有一種專門是45度角的，無論橫向、豎向都能隨意固定在別的柱子上的弓柱（Bänder），用途也是穩定建築本身的結構，它們可連接外露木骨架建築內所有的柱子。 為了重心平衡，這些柱自通常左右對稱，並且上大下小，以蓋住並吸收吹到建築物身上的風。
如果是正方形的木材，那它的厚度通常為“10×10厘米”到“18×18厘米”。如果不相信連接的部份足夠穩定，可以再用木釘加固。如果要使用木釘子，可以先在木材中鑽孔，兩塊木材的孔不能左右對齊，而是要交錯開，以方便左右兩個釘子能單獨卡位、互不干擾。使用的木釘子一般會比樑的寬度長2厘米，方便它們順利卡住兩個木頭，防止被“震”出原來的位置。如果還是不放心它的穩定性，最後一個加固手段就是用“布”捆住木釘子和木材，有些比較專業的廠商所生產木材會標註好“哪裡可以捆綁”，通常是用一個小符號打印在木材上表明，以便在施工現場的工人能快速識別、組裝。有些現代的德國式外露木骨架建築甚至已經邁入了“模塊化生產”的階段，要改裝時，只需要拆除、或替換掉你不滿意的那一部份，而其餘的則能一直保持原樣。

### 材料的選用
最常用的材料是普通的橡木、或者無梗橡木，在針葉林豐富的地區也可使用冷杉，這三種木材被選上的理由是因為它們都俱有“耐熱性”和“抗腐性”，但如果沒有好好保養的話依然不如鋼筋混凝土。關於“木材的到底要選什麼年齡的樹木”目前並無一個定論，在德國歷史的各個階段中一直偏好著不同年齡的木材。
在木頭與木頭之間的牆壁，或者說“填充物”，有很多種，並無統一的規定，常見的有：
- 植物的荊棘和燒成灰以後的凝結物，
- 石頭打碎而成的碎石灰，或黏土
- 用正式的磚頭，或採石場買來的大理石等名貴石頭材料。如果覺得穩定性不夠還以抹以石灰。
- 用柳樹的枝條、橡樹果實、樹木腐爛在泥土裏的那塊爛根等攪碎、混合而成的漿糊。或者先把這些東西捆扎成一條條繩子，例如柳木繩子，再把繩子綁在樑柱之間、抹石灰。

### 裝飾的種類
外露木骨架房屋的裝飾千變萬化，沒有統一的藝術風格，因地區和建造時間而變動頻繁。一般來說，不會在承重柱、承重樑上的插入額外的裝飾，或者進行雕刻，這會破壞建築的穩定；最常見的做法是：額外加一條專門用來裝飾的木頭，並在這塊木頭上彫刻、繪畫、染色。或者是直接不裝飾所有的木頭，而專門裝飾“隔間牆壁”，用磚頭或者塑膠貼在牆壁上，這些裝飾基本以“展示材料本身的紋理”為主。雖然也像珠光寶氣的華麗裝飾，但出現頻率極低。大部份裝飾物因地區和時間而異，每個中歐或西歐國家都對它們有不同的稱呼。
現代歐洲人相信，只有多年經驗的老工匠或者建築界的大師才能做得出一種叫“珠光寶氣風格（Schmuckformen）”的裝飾，而其他人就算用上了現代科技也做不到那麼華麗。
常見且已經量產化的裝飾有：
1. 聖安德魯十字
2. 樹木捆
3. 熨燙後的波浪形、或者梯形（約西元1500～1540年）
4. 雙括號
5. 鑽石形，或者將好幾顆鑽石形狀的東西連接成一條鐵鏈的形狀
6. 直接彫刻基督教《聖經》文字到建築上，即常說的銘文（例如最常彫刻的是“Nisi Dominus Frustra；詩篇 127”）
7. 玫瑰花，每個玫瑰花瓣像扇貝一樣（約西元1535～1560年）
8. 人物頭像
9. 鍊條形狀或絲帶形狀的打結（約西元1550～1670年）
10. 基督教的聖人像、捲軸和蝸牛殼（常見於德國的布倫瑞克市，代表是Huneborstelsches Haus和Haus Ritter Sankt Georg）
11. 十字形
12. 樹葉和小棍棒組成的圖形（約西元1520～1550年）
13. X形，也稱為“Wilder Mann”
14. 金字塔形
15. 船的尖角裝飾
16. 腳踝，以及用腳踩著某種植物的葉片
17. 太陽形，和圓盤（主要在意大利文藝復興時期使用，德國的不倫瑞克在1533年有大批建造，得國的巴特薩爾茨烏夫倫在1633年也有大造）
18. 歪斜的十字
19. 樓梯形（在1461年形成熱潮，在神聖羅馬帝國三十年戰爭後常見，德國不倫瑞克市在1526年大造過），例如全歐洲各地的聖喬治騎士院均採用這種風格
20. 擀麵杖形（像繩子一樣扭曲的成圓柱狀，像一根桿自。例如Bad Wildungen：Rebenstock住宅）

19世紀的外露木骨架建築中，為了追求民族特色，普遍會發明創造一些新的裝飾。這些裝飾的特點是網格狀，在網格內填充屬於那個國家的標誌性紋樣，這些紋樣也可塞入倒三角、圓形和凹進去的牆壁中。

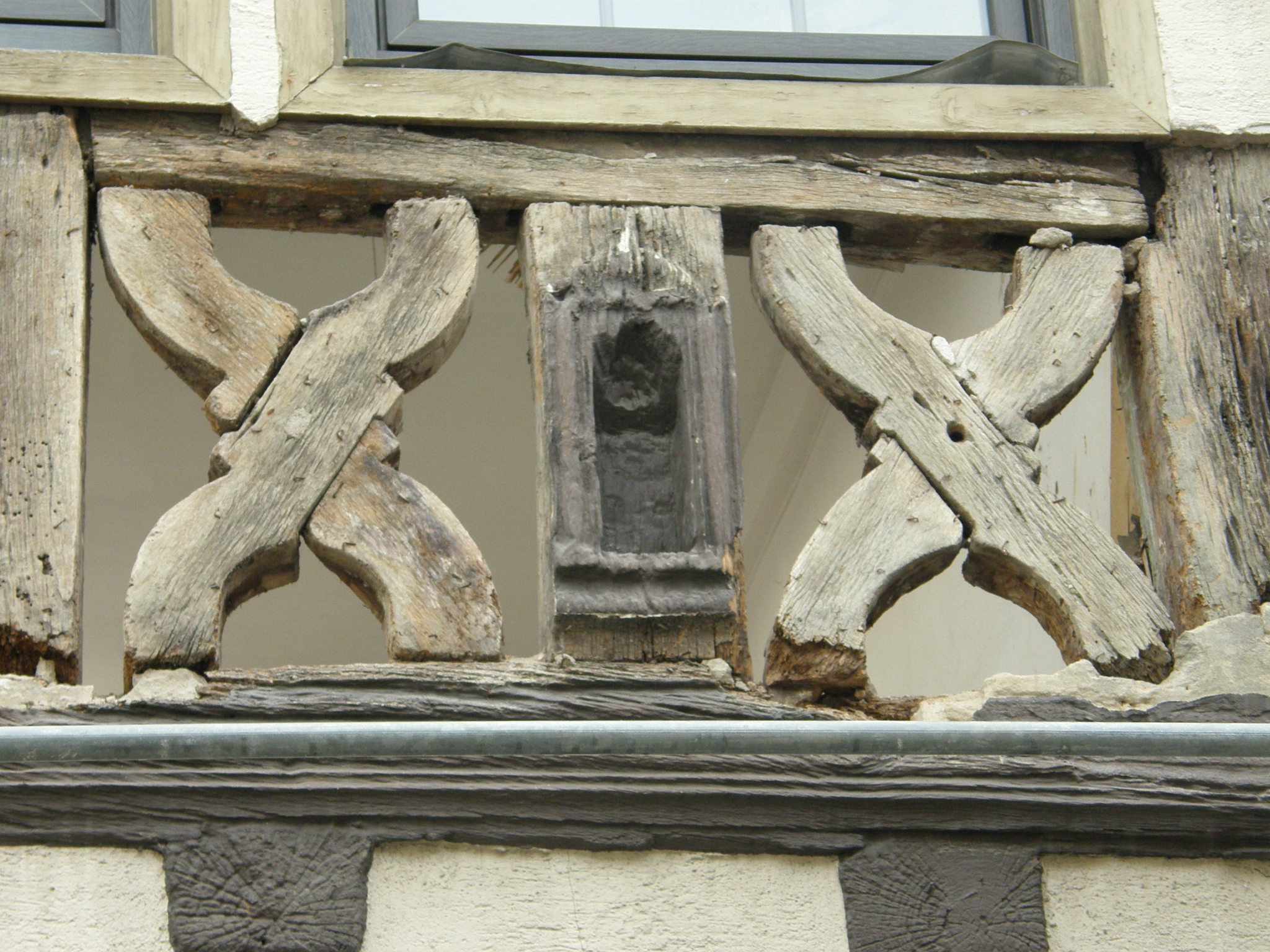
典型的聖安德魯十字裝飾，在這個裝飾之間還有基督教的聖人像，宛若一個小小的神龕
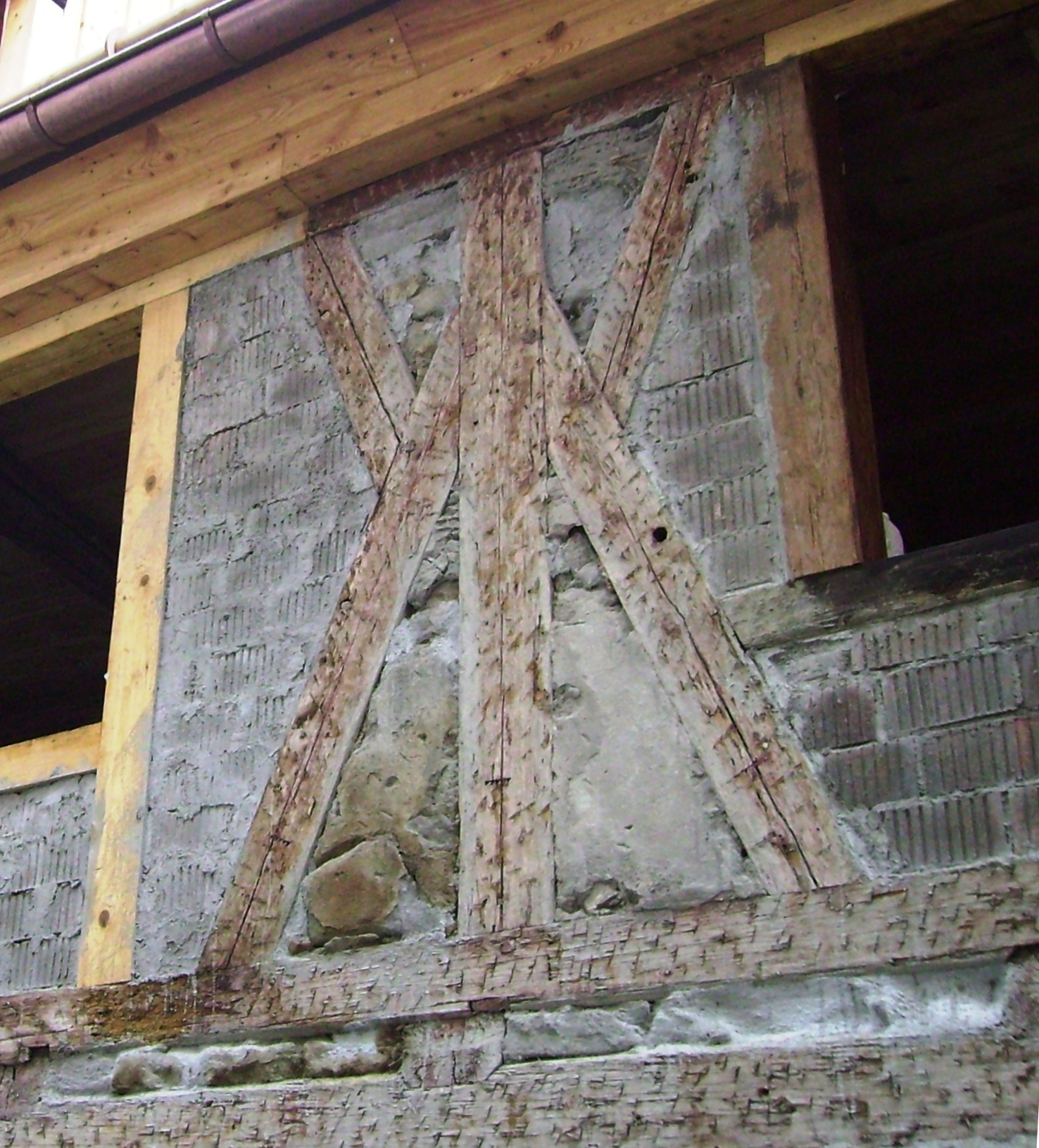
類似“米字形”的裝飾，這個樑柱裝飾並不是這棟建築一開始就有的，而是後面的人添加的新裝飾
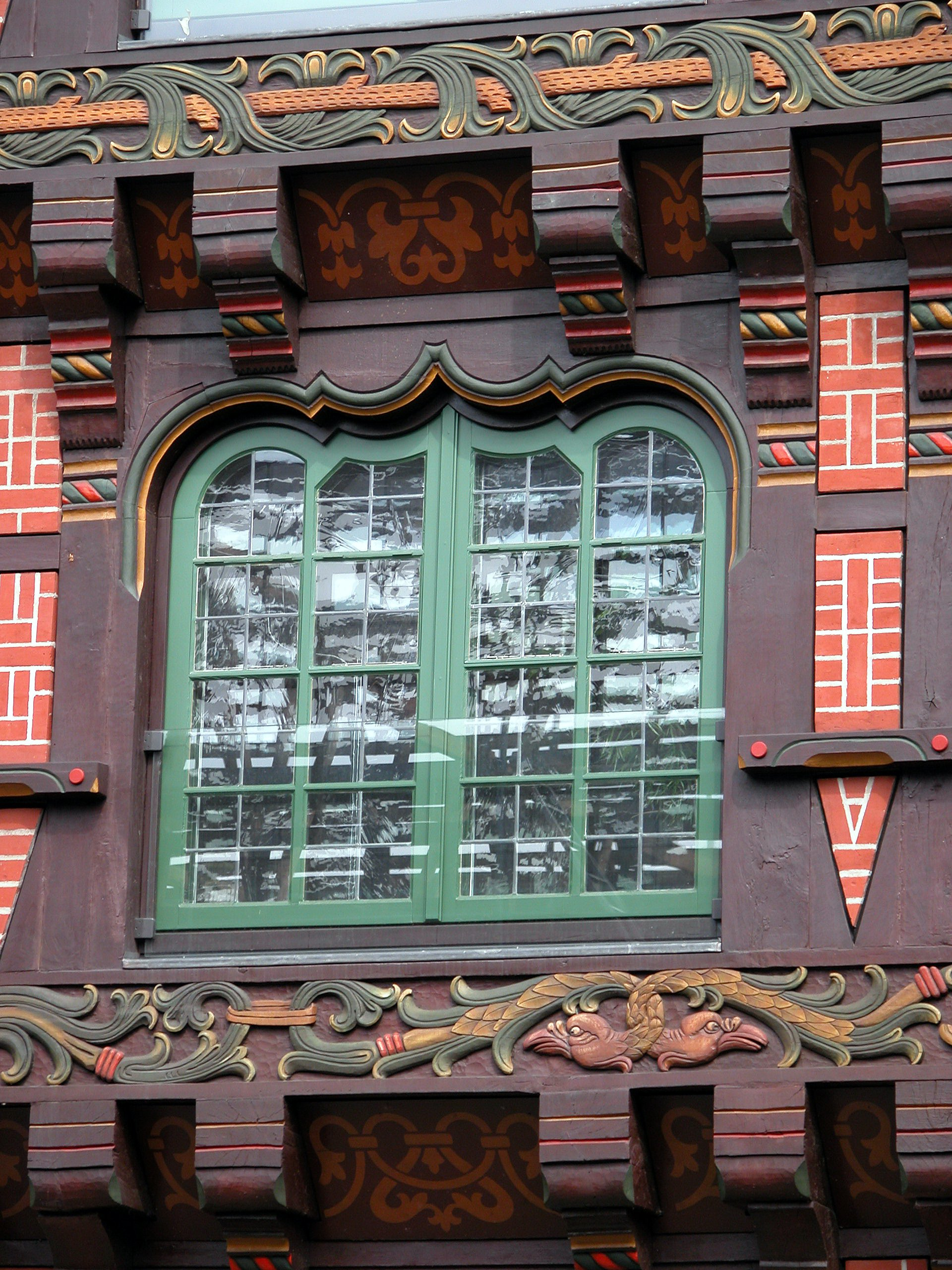
華麗的珠光寶氣風格裝飾，故意加入了紅色磚頭和綠色青銅來形成色彩鮮明的對比
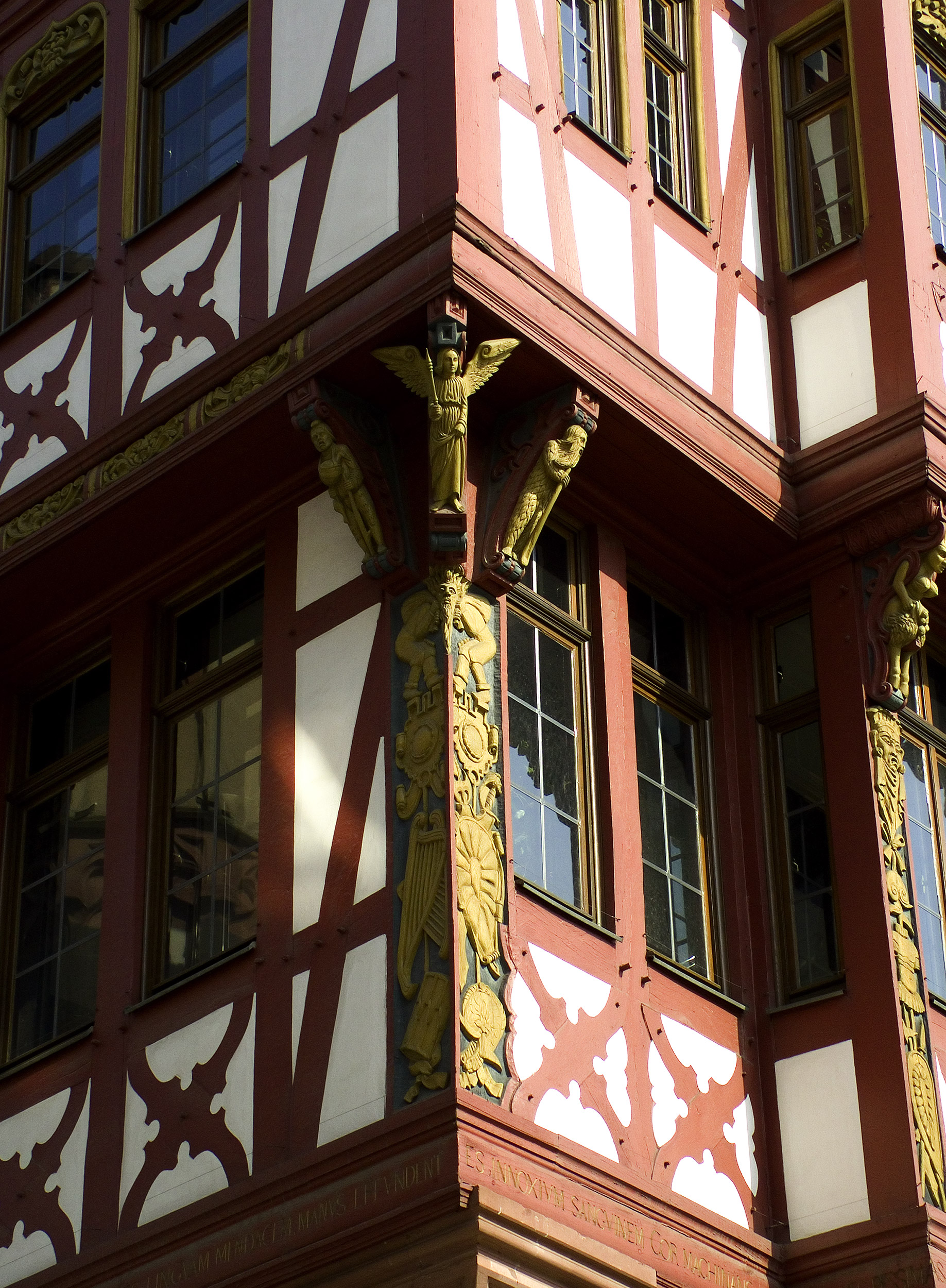
德國法蘭克福的一棟建築，設計者把大天使彫刻在了四個角的柱子上

## 历史

### 罗马时期
最早在罗马时代就已经出现使用“Opus Craticium”技术建造的半木构造建筑，Craticium表示十字交叉的框架（形如”X“），在意大利的庞贝古城、赫库兰尼姆古城的考古遗迹中均有发现。赫库兰尼姆古城可以可以看到今人根据考古信息复原的“Opus Craticium”。罗马建筑师和建筑理论家维特鲁威在名著《建筑十书》中描述了这种砌筑方法。这种建造方法在罗马帝国和罗马共和国时期传遍欧洲。

### 中世纪
在意大利北部的伦巴第大区、皮埃蒙特大区的一些城市有遗存，又名”casa graticcio“。米兰北部的湖城科莫历史中心保存有一座14世纪的”casa graticcio“。

### 17世纪以后
该样式的建筑物从前中世纪直到十九世纪在意大利、德国、法国和其他欧洲国家被大量建造，尽管17世纪以后，人们用石膏涂抹建筑物的外墙和木边以便让它们看起来更加豪华、现代化。今日的欧洲的几乎每一个国家都仍然分布有大量半木构造建筑，并且对古代建筑的修复和保护工作已经开始在实施，以便于保留此种曾经在历史上普遍分布，并被认为是典型的建筑文化遗产的建筑样式。

## 不同國家的風格

### 德意志地區

#### 德國本土

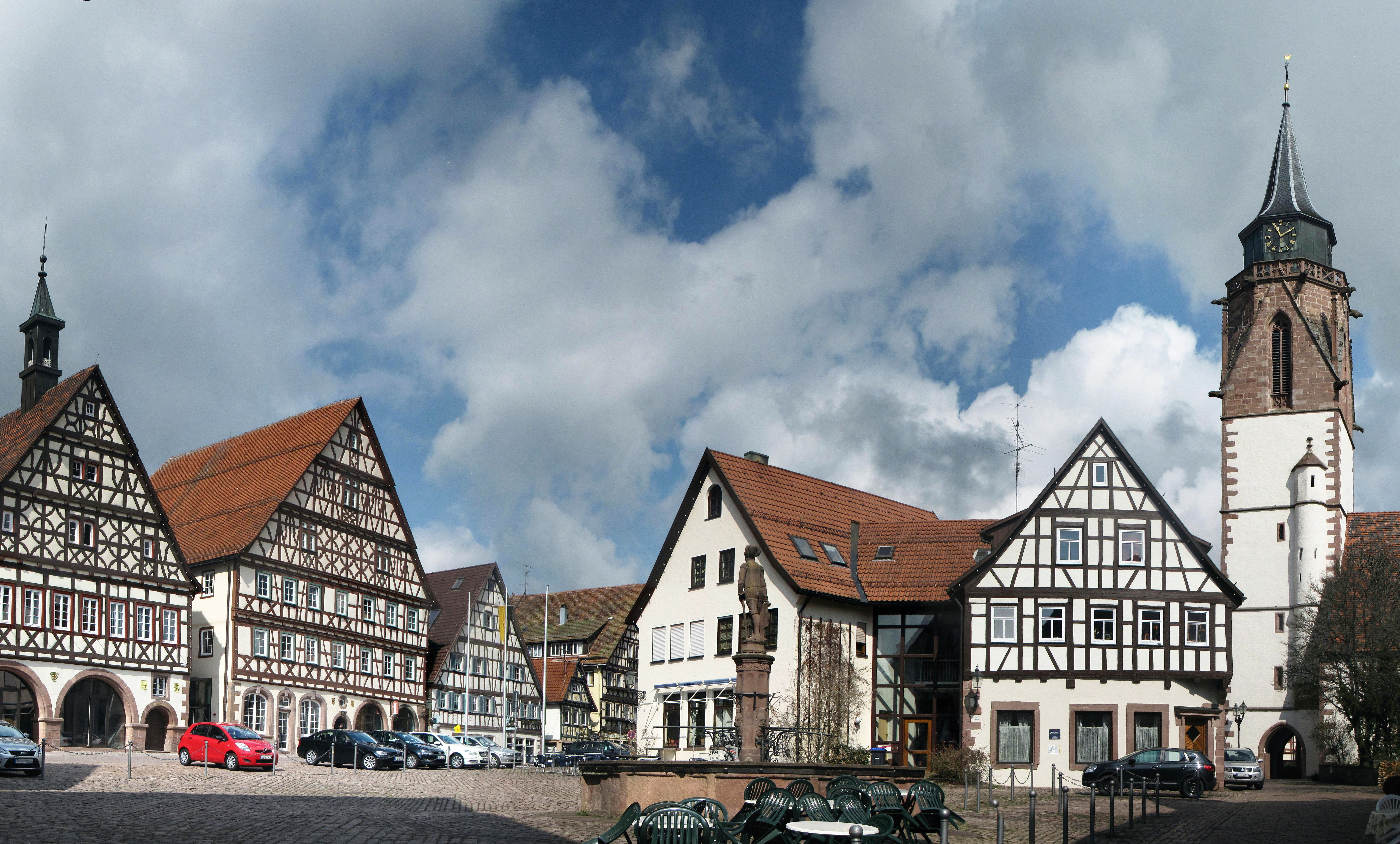
一個傳統的德國農村市場

儘管德國的外露木骨架建築們在第二次世界大戰中受到了相當大的破壞，例如擁有大量這些建築的布倫瑞克、法蘭克福、漢堡、漢諾威、哈爾伯施塔特、諾德豪森、希爾德斯海姆、卡塞爾和紐倫堡全部遭受了損失，但仍有超過200萬棟外露木骨架建築在德國得以倖存，這類建築在德國的數量依然是世界第一多。
除了平民住宅以外，不乏一些造型可愛的小教堂、啤酒廠或者市政廳。外露木骨架建築仍然是德國舊城、農村中的經典房子形象。 “聯合國教科文組織”將德國城市奎德林堡中矗立的1300多個該類型的房子全部登錄為世界文化遺產，每一棟房子都有超過500年的歷史。同樣，雖然不是世界遺產，在施托爾貝格也擁有354棟，也有將近500年的歷史；還有一些歷史比較短的的德國小城，例如韋爾尼格羅德有624棟，奧斯特維克有353棟。
德國最為著名的還是“外露木骨架房屋之路”，這條公路始建於1990年，北起易北河，經薩克森州東部的上盧薩蒂亞，南至博登湖，有7條區域路線貫穿下薩克森州、薩克森-安哈爾特州、薩克森州、黑森州、圖林根州、巴伐利亞州和巴登-符騰堡州。 有超過100個外露木骨架的“城市”被這條路連接在一起，共同展示這種建築風格的美感。 這些社區包括北部的施塔德、呂喬夫，哈爾茨山脈和圖林根森林之間的施托爾貝格、米爾豪森，黑森林的根根巴赫、薩斯巴赫瓦爾登。
幾乎全德國的鄉村都有外露木骨架小屋，目前，只有巴伐利亞的南部地區的農村是把骨架遮住的，其餘德國地區一律露出。 而且，在德國還可以找到俱有外露木骨架靈感的“現代主義建築”，例如德國聯邦大廈 (Bundwerk)就是其中的典型。
德國各處的小屋，其細節、裝飾、設計都有明顯的差異，並無統一的樣式，不過還是有一些基本圖案是普遍存的。 例如，遠在法國的阿爾薩斯就可以找到“法蘭西式”的外露木骨架，這和德國的明顯不同。而在德國西南部、瑞士和福拉爾貝格州的大部分地區都可以找到“阿勒曼尼亞式”的。在德國西北部則是“下撒克遜式”的小屋最多半，並採取了豐富美麗的雕刻，這種形式在德國、瑞士和法國都極不常見。 還有一些充滿想象力的外露木結構，例如捲曲的聖安德魯十字架，特別是在“法蘭克尼亞式”和“符騰堡式”這兩個地區；馬克格勒寧根 (Markgröningen) 和大博特瓦爾 (Großbottwar) 的市政廳，以及紹恩多夫 (Schorndorf) 的藥房就是很好的例子。 另一方面，在老巴伐利亞，該結構建築似乎不為人所知，彷佛巴伐利亞不屬於德國一樣。又在一些地區，例如北萊茵-威斯特法倫州的貝爾吉斯地區，不僅發展了該區域的特殊美學風格，還把這外露木紋理運用在了非建築的東西上面，例如石板、瓷磚和家具，其中一個較為有名的例子是位於尼德堡地區的朗根贝格。
另一種著名的外露木骨架結構的房屋是“上盧薩蒂安房屋”，這在波蘭的西里西亞地區和捷克的波西米亞地區最為常見，這些中東歐的國家和西歐國家的建築風格緊密相連，但是又帶有自己濃厚的斯拉夫民族特色。 
目前歐洲最大的外露木骨架房屋是位於德國的哈雷，是在弗蘭克基金會遺址上重建的。
為了向俱有濃厚德意志民族風格的外露木骨架小屋致敬，德國郵政發行了一系列以以該風格為主題的郵票，其中包括1582年的埃平根房屋，以及1734年的特雷貝爾市農舍。

#### 瑞士

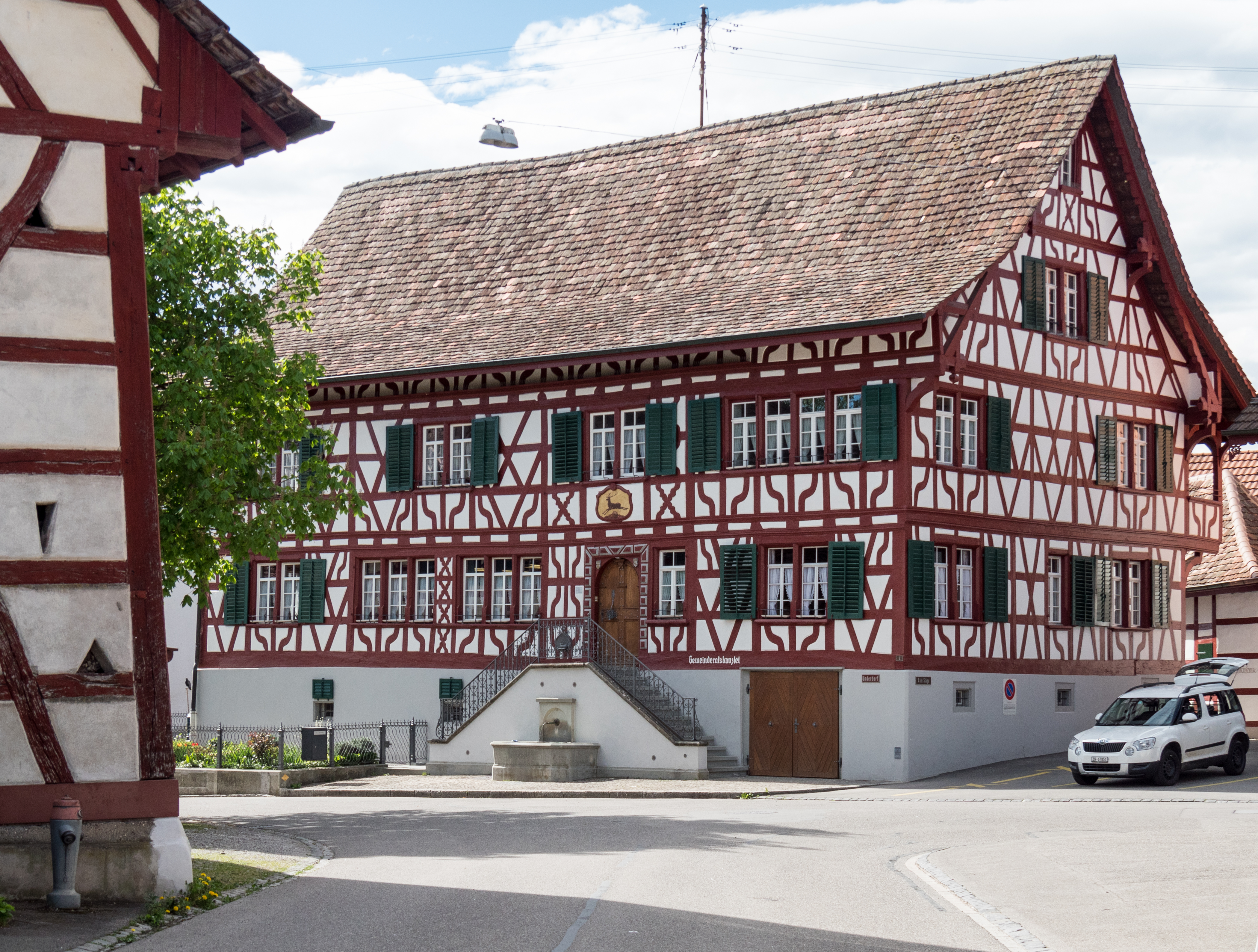
瑞士農村的一座小型政府辦公室，特點是橫樑又粗又塗成紅色

瑞士式外露木骨架，是所有國家中最接近德國風格的，尤其是在瑞士東北部的城市之中，幾乎有90%以上的農場都採用外露木骨架房屋。在瑞士，估計有超過60萬棟純外露木骨架房屋（以德國標準來看），以及數不清的“外露木骨架+和其它建築風格”的混搭房子。在面積較大的農村，例如於斯林根，其居民幾乎完全住在外露木骨架房屋裏。
在瑞士的沙夫豪森州、巴塞爾西部地區、伯爾尼的北部邊緣、蘇黎世以及阿爾高州都可以看到大量歷史悠久的外露木骨架房屋。
瑞士人比起德國人，更喜歡“把橫樑加粗，並塗成紅色”，並且中間的填充物一定要是純白且沒有裝飾的，這是區分瑞士風格和德國風格的一個最重要的標誌。瑞士的外露木骨架所組成的網格從一開始就是純三角形的，不會像德國一樣是在一個矩形的框架內二次加固成三角形。目前，瑞士有個叫巴倫貝格露天博物館的地方，它保存並維修了大量塊瀕臨滅絕的瑞士外露木骨架房屋。

#### 奧地利

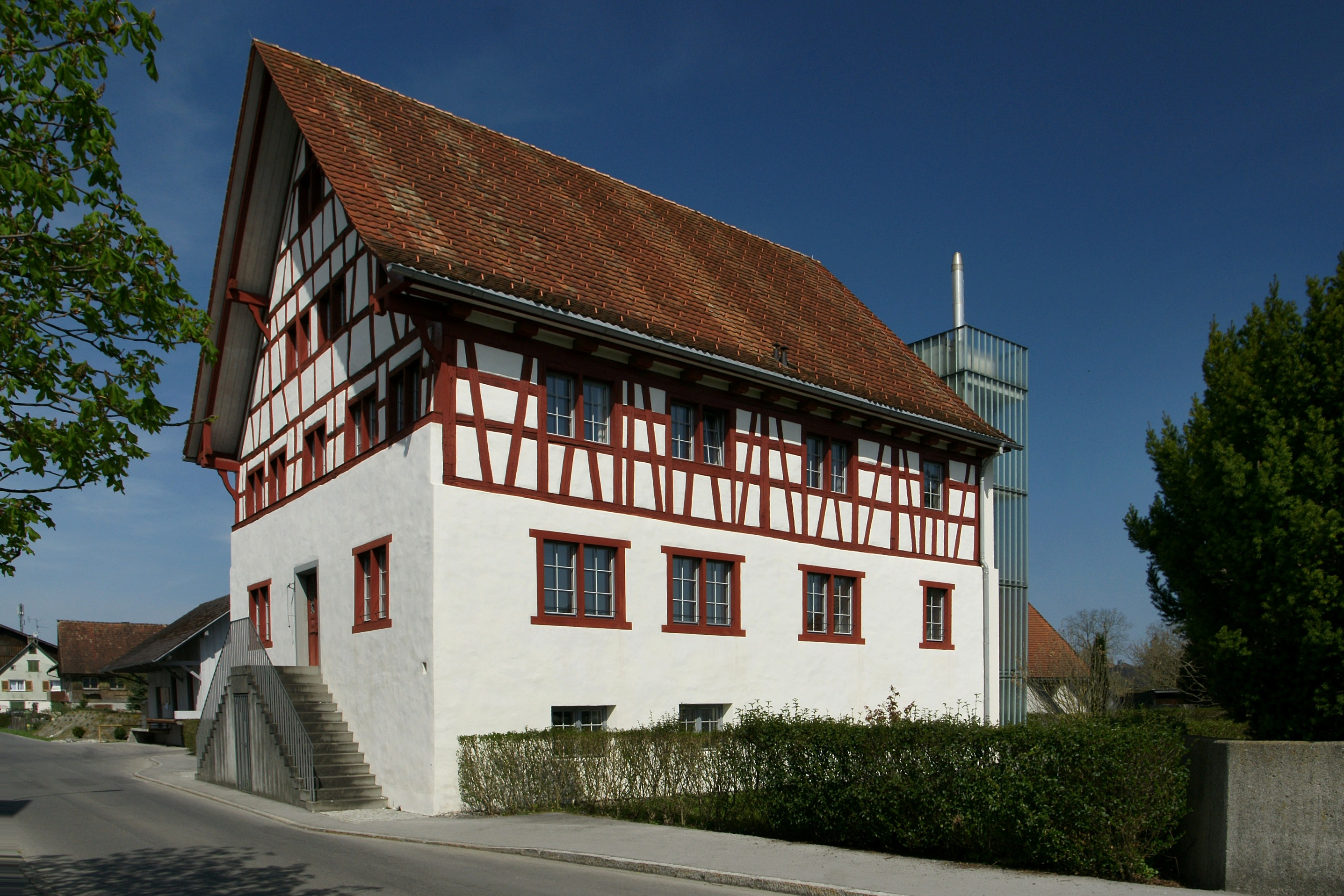
1735年建造的一棟奧地利風格的外露木骨架房屋，位於福拉爾貝格州，呈現和德國、瑞士截然不同的嚴肅沉穩風格

像德國和瑞士那樣的“經典型外露木骨架”在奧地利是不存在的，奧地利人也沒當這個風格是自己本國的特色。奧地利人更喜歡“木骨架外露一半”，只在一半抹石灰、另一半才外露，這點和德國的巴伐利亞南部幾乎雷同。但在奧地利，就算是露一半的木骨架房屋，其數量也遠遠少在巴伐利亞的。奧地利更常見的風格是一個叫“木捆外露房屋”的風格，它和德國的外露木骨架有相似之處，但它本質上是“承重牆”建築，那些外露的木骨架只是一個框架，不俱備承重的作用，僅僅是用來穩定內部結構或純裝飾的。

### 法國

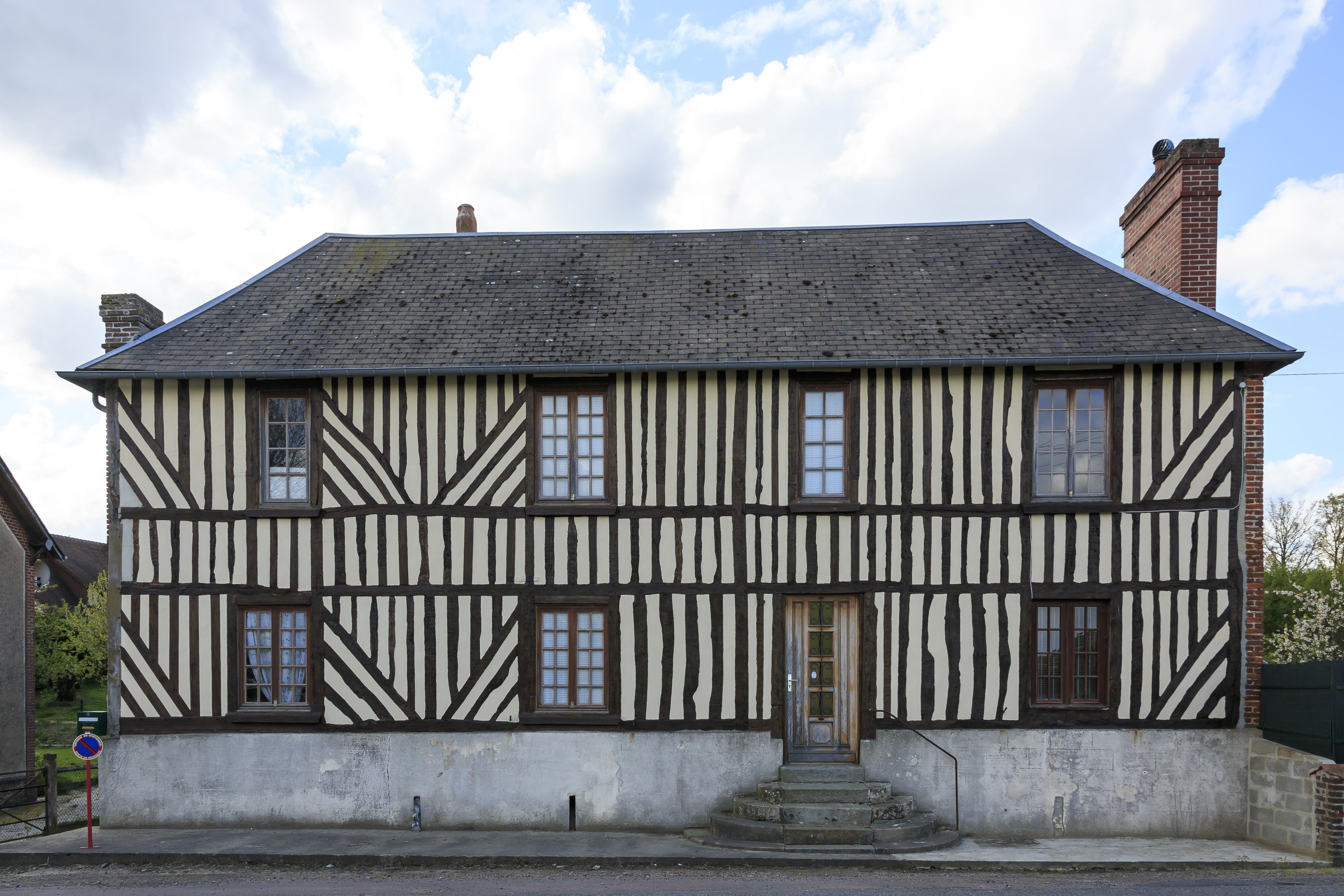
法國洛林地區的一座原始外露木骨架房子，設計風格粗糙狂野，和德意志地區的不同，法國的大多以直線條為主。

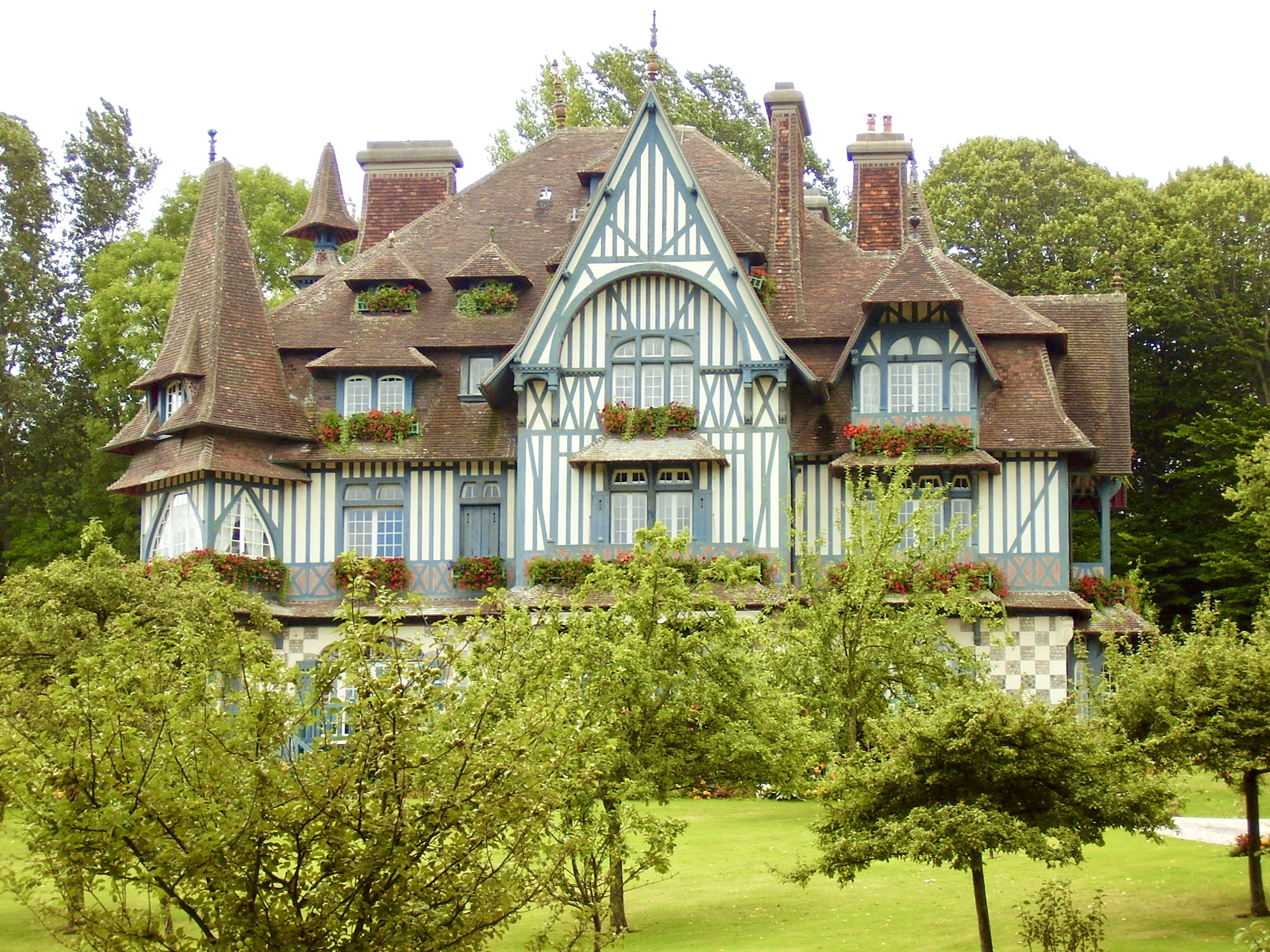
法國諾曼底地區的一座精緻外露木骨架房子，呈現出童話糖果屋一樣的風格，骨架用間於藍綠之間的青色。

講到法國，很多德國人會很自然的聯想到阿爾薩斯地區，但其實不然，法國的歷史文化本就和德國有很多共通之處，德法產生分裂的原因是源自於法蘭克地區和阿勒曼尼地區之間的差異化。直至今日，法語中的“法國人”一詞就是日耳曼人部落中的一個分支“法蘭克人”的意思；而法國人稱呼“德國人”為“阿勒曼尼亞人”，即日耳曼部落的另一個分支。
目前，法國的阿爾薩斯地區、香檳地區和諾曼底地區仍然存在著大量的外露木骨架房屋，和德國不同，法國版走的是原始粗獷路線，和法國人精緻優雅的刻板印象相反，在裝飾上遠不如德、瑞的那麼華麗，也沒法承擔市政廳的功能。這是有原因的，20世紀間爆發的兩次世界大戰給法國帶來了巨大的損失，在過度愛國主義的催化下，法國人更傾向於造一些法國特色濃厚的巴黎奧斯曼風格或凡爾賽風格的建築，尤其和政府有關的建築更不可能採用外露木骨架，和德國差不多的外露木骨架風格被認為是“不夠有法國特色”。在魯昂和特魯瓦這些小城市中，由於封閉的交通環境，導致它們的法式外露木骨架房屋沒被更新的風格同化。在德法和解、成立歐盟之後，法國政府終於願意對香檳和洛林的一些村莊進行修復，還原當初外露木骨架房屋的審美。
諾曼底地區有很多明顯和德國風格明顯不一樣的外露木骨架房屋，它們一般都是私人的小豪宅，作為鄉村怡情、脫離城市壓力的場所而造。法式外露木骨架呈現出一股垂直、單調卻飽滿的視覺觀感，立柱與立柱之間緊密排列，形成一道扎扎實實的承重“牆”，而非承重“柱”。其中也能看出一些粗狂風格，例如法國的木材通常比德國的木材更不規則、更奇形怪狀，外觀也沒有完全變成直線條。這是因為法國人本來就沒有特別要發展這個風格，導致該類型的建築理念還停留在原始時代。但也不是說法國人不擅長彫刻和裝飾，一些混搭風格的外露木骨架房屋的擁有數量豐富的彫刻，尤其是在諾曼底，法國木匠的某些美學觀點也影響了後來的英國風格。
此外，就像在英國一樣，法國的外露木結構風格很難按時間排一個順序。幾個世紀以來，它們的形式幾乎保持不變，和法國大量又精美的石製建築形成嚴重反差，這造成了很大的不確定性。例如巴黎 的“Rue Volta, 3”這棟建築，根據傳說它是全巴黎最為古老的房子，最早的歷史記錄在1292年～1240年之間。但根據最新的考古學研究，這棟建築謊稱了自己的歷史，最早的建造年代應該只有到1644年而已。
中世紀後的法式外露木骨架房屋，通常為圖方便而裝飾有聖安德魯十字架或愛心菱形的圖案。到了19世紀，十字架和愛心菱形被運用到歐式的屏風之中，神奇的是，德國在此時經常從法國進口這種風格的屏風，既使這個風格在德國自己的建築上才出現最多。

### 英國的英格蘭地區

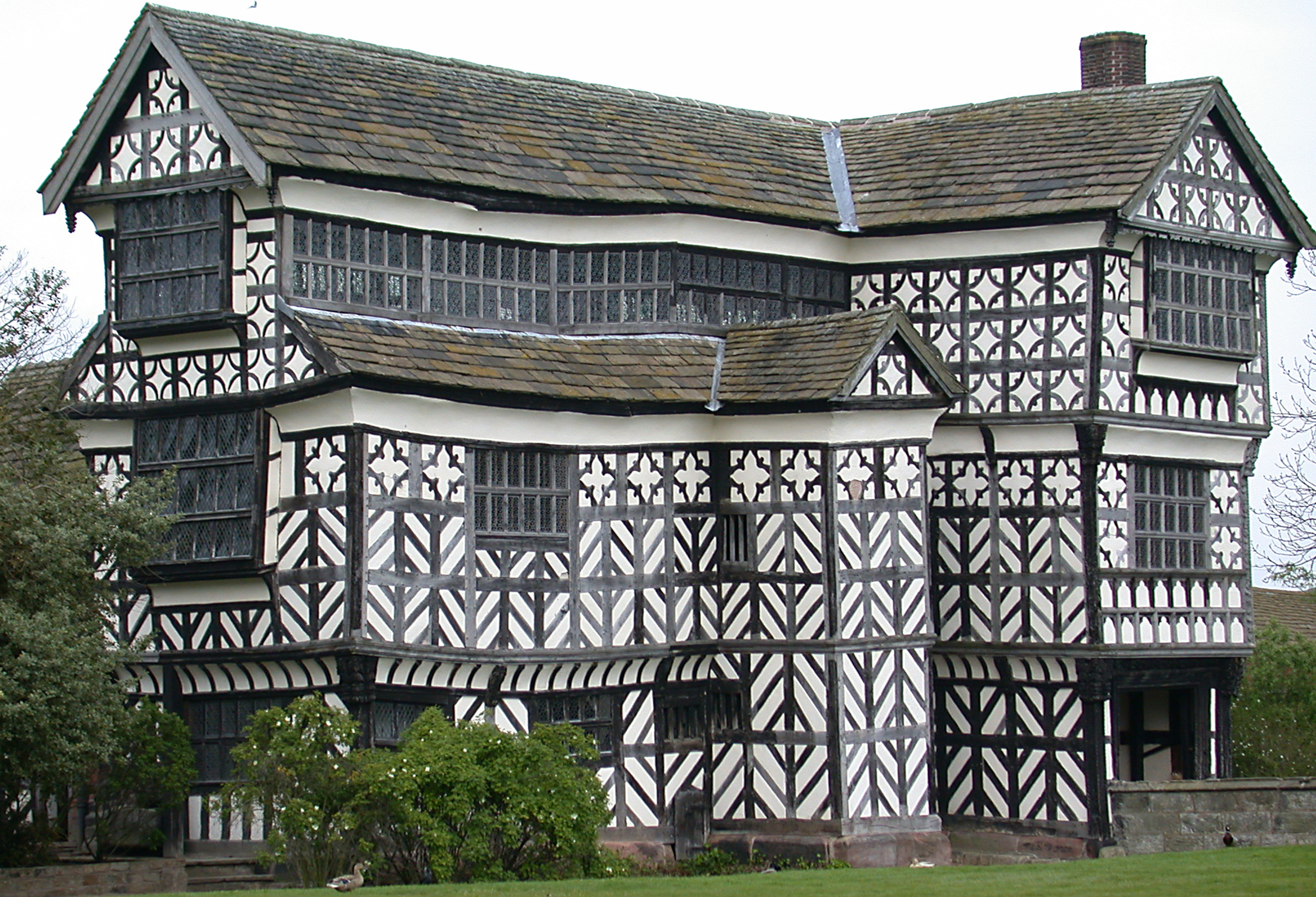
一個叫小莫頓莊園的奢華酒店，呈現出德法結合的風格，而且加入了英格蘭人的“強迫症式審美”。它木頭的排列方式比法國和德國更加富有變化性，呈現出卡通化的造型。

英國只有英格蘭地區有這種類型的房屋，骨架結構的房子在全英國都有，但是英格蘭地區的和德國的類似，蘇格蘭、威爾士、北愛爾蘭的則完全不同。在中世紀和近代早期也深受外露木骨架房屋的影響，並且形成了獨俱一格的“Cruck frame風格”，意思是“曲折木框架”，其美感往往間於德國和法國之中，但同時吸取兩者的優點。
由於法國的諾曼底公爵最後成為了英格蘭國王，故而英國英格蘭地區的風格與法國諾曼地地區的風格有很多類似，都使用狹窄的豎柱，並在豎柱上做出花瓣、圓圈等沒有任何承重能力的裝飾。這類風格流行於英國的15～17世紀，最早的例子出現在英格蘭地區，13世紀就有，後來因為英格蘭對蘇格蘭、愛爾蘭的殖民統治而擴散到全英國。英國的“Cruck frame風格”來源混亂，很有可能混入了北歐挪威的“緊密螺柱”設計，這種設計中一個柱子和另一個柱子的間距小於60厘米，並且大多就是要用螺釘固定。克雷辛神廟 (Cressing Temple)是歐洲現存最古老的這種類型的建築，這個風格還影響了“美國農場的穀倉“風格，建造時間為1205～1235年之間。
英式外露木骨架必定“在建築物的四個角有多個密集的支柱”，英國人喜歡在四方用最粗大的柱子穩定房子，而不是像德國、瑞士和法國一樣平均分散到建築物的各個牆面上。英式的樑柱幾乎都是正方形的，方便量產。一些裝飾形式讓人想起德國的例子，因為英國人的直系祖先就是來自德國的盎格魯人和薩克森人，這兩者移民英國後變成英國人的祖先盎撒人，所以英式外露木骨架在“地基的做法”上與德國的幾乎100%相同，可能是因為這個結構最為穩固。總的來說，英國版的外露木骨架房屋，上半部份類似法國、下半部份類似德國，這種風格維持了非常久，至今未變，因此都無法準確判定目英國的外露木骨架是在那個時代建成的。
既使無法判定具體時間，但目前的英國城市中仍然保存了大量完好無損的外露木骨架房。例如是英格蘭北部的約克郡、倫敦的郊區，不過因為“防火”的原因，19世紀工業化之後，英國政府就推薦大家建造純石頭製的建築，木頭製的建築迅速衰退。在倫敦市中心的一個叫“河岸街”的地方，是一條充滿外露木骨架房屋的街道，於16世紀建成。另外，在東安格利亞、沃里克郡、伍斯特郡、赫里福德郡、什羅普郡和柴郡等地也保留了令人印象深刻的該類建築，最有名的莫過於“小莫頓莊園”，這是英國目前體積最龐大的外露木骨架房屋。在肯特郡和蘇塞克斯郡還有一種所謂的“威爾登屋（Wealden house）”的風格，這雖然不是純外露木骨架，但一種有“屋簷、中央大廳、內部開放式空間、磚塊屋頂”的木骨架房屋，具體混搭了何種風格不明，但應該是混入德國風格比較多。該風格的特點是必定有是附屬房間，另一側是屋主的臥室。

### 低地地區（現代比利時和荷蘭）
在比利時，外露木骨架房屋主要分佈在列日省、林堡省和盧森堡省，因為荷蘭曾經統治過比利時，所以也獲取到一些比利時風格的外露木骨架風格。加上比利時本身的位置就處於德國和法國之間，因此深受雙方建築影響。
比利時最為知名的外露木骨架房屋，是一座“露天博物館”，位於列日市。該城市近年來努力把這種風格塑造成“比利時列日省的地區風格”，所以政府花大錢和人力對這些建築進行修繕。由於審美的變化，目前比利時的外露木骨架房屋已經和18世紀的不同了，現代的比利時人喜歡用“碎石頭”和“工業水泥”彫刻出精美的裝飾，嵌入房屋的牆壁內，但不遮住外露木骨架。與德國版的相比，比利時的除了擅長用彫刻石頭以外，還有就是外牆非常樸素，不會貼各種裝飾，木材很少被塗成某種顏色，而是直接用木頭的原色。如果是富裕一點的家庭，會把外露木骨架改造成他們的私人別墅，石頭也會換上青石、大理石或玫瑰岩，利用自然的紋理而不是人工的裝飾凸顯美感。荷蘭在吸取比利時特色的同時，更傾向於在建築的下半部使用“紅磚”，以保持荷蘭特色，而上層依然採用外露木骨架結構。比利時的作曲家安德烈-莫德斯特·格雷特里 (André-Modeste Grétry)的出生地就是一個很好的例子，現在那裡已經成為了一個格雷特里博物館 (Grétrymuseum)。而在荷蘭，外露木骨架房屋主要分佈在林堡省一省中，其餘地方比較少見。

### 波蘭

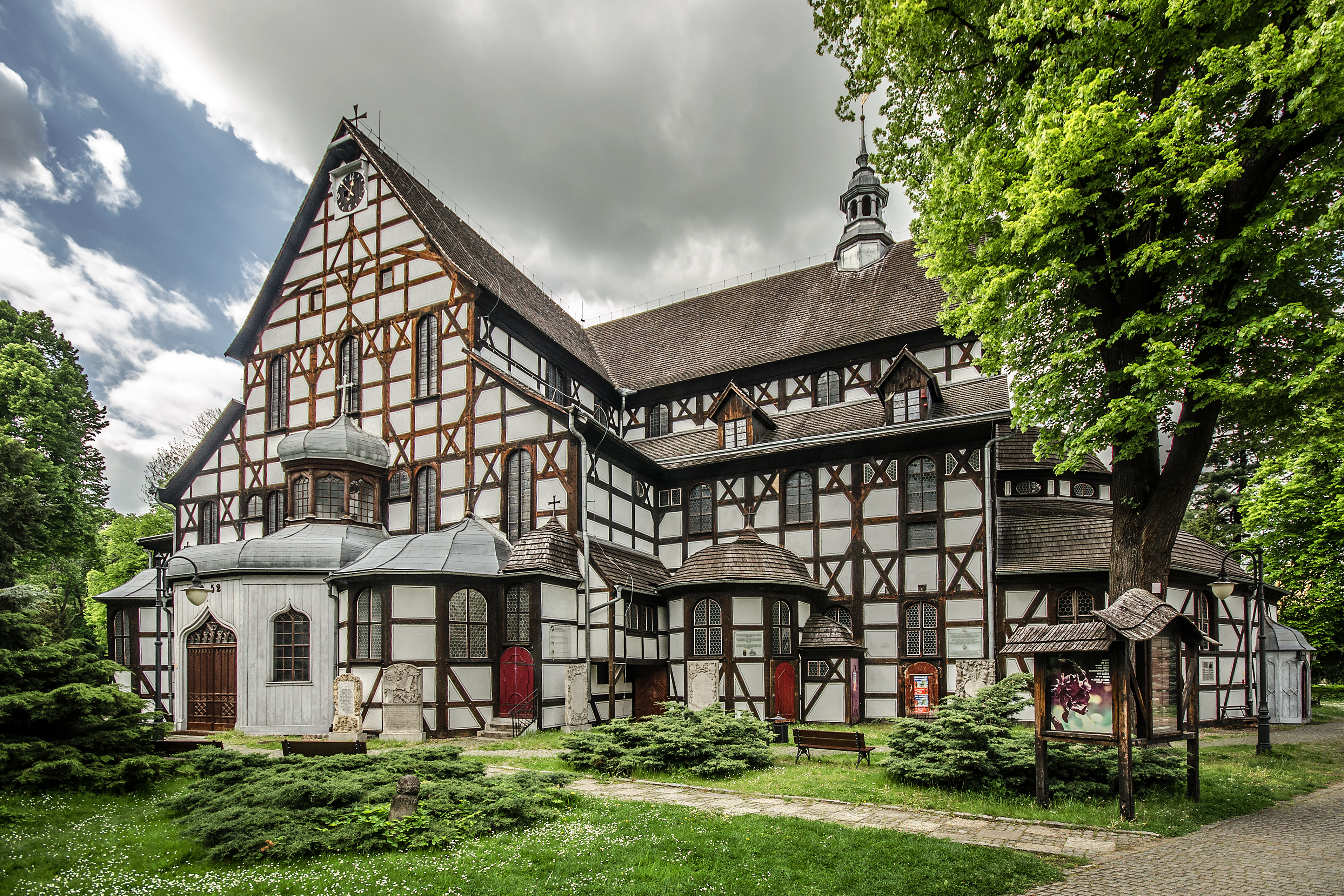
波蘭波森的一處普通街道風景，特點是“X”型框架。

外露木骨架房屋在波蘭A地區（即前普魯士統治地區）廣為人知。在波蘭語中，外露木骨架房屋並不是叫它原本的名字，而是直接稱呼它為“普魯士牆（preußische Mauer）”，被認為是波蘭傳統建築的一部份。既然是“牆”，也就是說波蘭的外露木骨架房屋，它們的骨架並不一定真的可以承重，有些只是純裝飾，而內部和大多數歐洲國家一樣是石頭建築。在第二次世界大戰結束之後，波蘭人為了表達對德國的憤怒，曾經將奧德尼斯地區的大多數外露木骨架房屋的骨架被強行塗掉，用更加優美的白色和彩色童話石膏代替增強波蘭的民族風格。

### 捷克

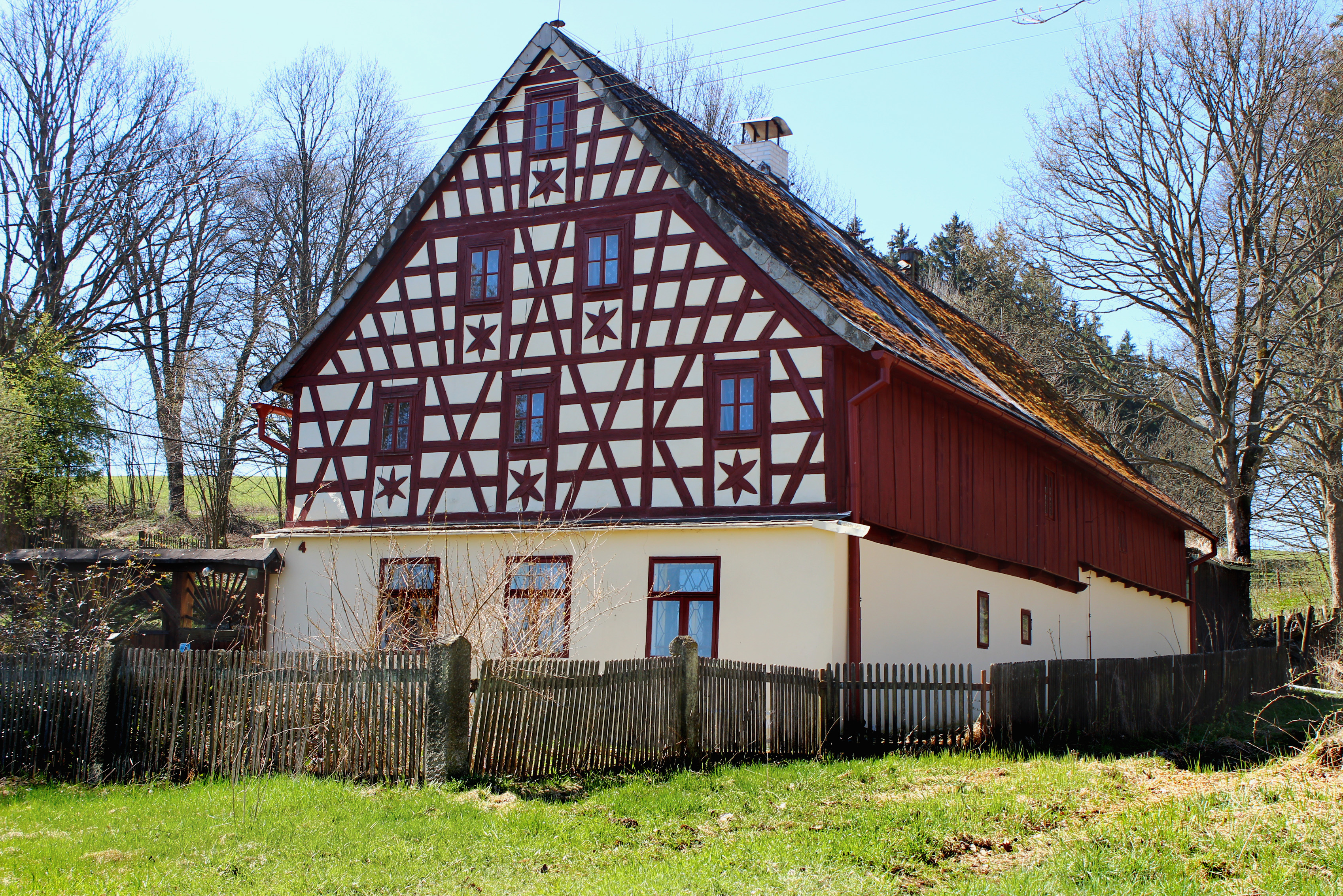
捷克農村的一棟外露木骨架房屋，特徵有星星，裝飾，和德國、波蘭、奧地利的風格都接近。

捷克原本就是德意志神聖羅馬帝國中最精華的“波希米亞王國”，因此天然就有屬於自己的外露木骨架房屋，捷克全境都有這種風格，也有大量混搭風格。它們全都是因為靠近德國的薩克森、巴伐利亞北部，以及靠近波蘭的西里西亞地區而獲得的這些建築，總體來說，捷克的民族風格不明顯，是鄰國雷同和混合，並未形成自己獨立的風格。